# Honda CB 125R
La CB 125R è una motocicletta stradale nuda del tipo Café racer prodotta dalla casa motociclistica giapponese Honda dal 2018.

## Il contesto
La CB 125R è entrata in produzione nel 2018 ampliando la varietà del segmento delle CB nella cilindrata minore, andando anche a sostituire la più sportiva carenata Honda CBR 125R.

## Descrizione
Si presenta con una linea molto aggressiva e semplice, il telaio tubolare e piastre in acciaio è in bella mostra, associato ad un forcellone in alluminio molto sagomato, adottando un motore 4 tempi raffreddato a liquido accoppiato ad uno scarico che termina nella parte bassa della moto, il proiettore anteriore tondo è del tipo a LED, l'impianto frenante è munito di ABS con piattaforma inerziale e la centralina IMU tramite i dati raccolti (scansione a 100 hz) conosce la posizione della moto e gestisce la frenata in maniera omogenea tra i due assi, la postura eretta e il serbatoio sagomato, permettono un buon controllo del mezzo, il mezzo è anche dotato del sistema HISS (Honda Ignition Security System) per evitare il furto